# Villads Christensen
Christian Villads Christensen (16. februar 1864 i Nørbæk, Viborg Amt – 17. oktober 1922 i København) var en dansk historiker og arkivar.
Han var søn af Christen Christensen (1833-80) og Ane Christensdatter (1840-1901), blev cand.mag. i historie 1888 og modtog 1889 Københavns Universitets guldmedalje for en afhandling om Danmarks forhold til Sverige 1613-1630. 1900 opnåede han doktorgraden på en afhandling om Baareprøven. 1889 blev han assistent i Rigsarkivet, 1890-96 var han ansat ved provinsarkivet i Viborg, og 1896-1922 blev han arkivar ved Københavns Rådstuearkiv som Oluf Nielsens efterfølger. 
Den 24. september 1912 blev han medlem af Det kongelige danske Selskab for Fædrelandets Historie. Han var desuden redaktør af Historiske Meddelelser om København fra 1907, næstformand i Studentersamfundet 1905-06, formand i Den danske Henry George-Forening 1906 og i bestyrelsen for Den dansko Joseph Fels-Fond fra 1909.
Han sad også i bestyrelsen for Det jydske historiske-topografiske Selskab siden 1896 og for Højskolen for moderne Samfundsvidenskab og Politik samt i forretningsudvalget for Selskabet for Udgivelse af Kilder til Dansk Historie 1906-09.
Han er begravet på Assistens Kirkegård.

## Værker i udvalg
- Baareprøven, dens Historie og Stilling i Fortidens Rets- og Naturopfattelse, København 1900.
- Københavns Privilegier, til minde om 24 juni 1661, København 1911.
- København i Kristian VIIIs og Frederik VIIs Tid 1840-57, København 1912.
- Gamle københavnske Skilte og Bomærker, tegninger af Aage Jørgensen med en indledning af Hugo Matthiessen og forsynet med biografiske noter af Villads Christensen, København 1919.